# Мечеть у Фіттьє
Мечеть у Фіттьє (швед. Fittja moské) — мечеть у турецькому стилі у стокгольмському районі Фіттья у Швеції. Побудовано коштом місцевої турецької ісламської асоціації, яка налічує близько 1500 членів.

## Історія
Будівництво почалося в 1998 і завершилося в 2007. Висота мінарету становить 32,5 метра.
У квітні 2013 стала першою мусульманською молитовною спорудою у Швеції, яка отримала дозвіл закликати до молитви через гучномовці. У мечеті дозволено здійснювати заклик до молитви щоп'ятниці з полудня до години дня тривалістю від трьох до п'яти хвилин.
У листопаді невідомі зламали вхідні двері до мечеті та розкидали по приміщенню свинячі ноги.